# Democratic Freedom Party
Democratic Freedom Party (demokratische Freiheitspartei) (DFP) war eine sozialdemokratische Partei in Ghana. 

## Geschichte
Sie wurde von führenden Mitgliedern der ehemaligen Partei von Jerry Rawlings, dem National Democratic Congress im Jahr 2006 gegründet. Die DFP erhielt von der Nationalen Wahlkommission die offizielle Gründungsbestätigung im Oktober 2006.
Die DFP soll bei den Präsidentschaftswahlen und Parlamentswahlen 2008 aus der Sicht der Parteigründer eine wichtige Rolle spielen. Vorsitzender ist Obed Asamoah, ehemaliger Außenminister und Justizminister Ghanas unter Rawlings. Weitere bekannte Mitglieder sind Abraham Kofi Asante, ein ehemaliges Parlamentsmitglied, sowie Mike Eghan, ehemaliger stellvertretender Vorsitzender der Convention People’s Party. Vornehmlich handelt es sich dabei um ehemalige Anhänger von Rawlings aus dessen Partei National Democratic Congress (NDC), die sich jedoch nunmehr als Kritiker oder Gegner der Person Rawlings herausstellten.
Mit der Parteigründung der DFP wurde den Funktionären vorgeworfen, die Partei NDC zu schwächen und damit indirekt den politischen Gegnern für die Wahlen 2008 Auftrieb zu geben.